# Richard Hol
Rijk Hol, bekend als Richard Hol, (Amsterdam, 23 juli 1825 – Utrecht, 14 mei 1904) was een Nederlandse componist en dirigent.

## Privé
Hij was zoon van melkverkoper Cornelis Hol en Bregje Nagel. In 1856 trouwde hij met Jacoba van Waning Bolt (1829-1858) en in 1864 met Amalie Philippine Frederike Reuter (1840-1896) uit welk huwelijk de zangeressen Amalia Hol en Betsy Hol, en de muziekrecensent Johannes Cornelis Hol, voortkwamen. Tijdens dat laatste huwelijk had hij een relatie met Maria Theresia Koene (1863-1940), met wie hij een buitenechtelijke dochter kreeg in de persoon van Jacoba Hol (1886-1964). Zij werd de eerste vrouwelijke hoogleraar in de fysische geografie in Nederland. In 1897 huwde Hol alsnog met Koene.

## Loopbaan
Hol kreeg een piano-opleiding van Johan George Bertelman aan de Amsterdamse muziekschool en werd in 1857 dirigent van het Amsterdamse Toonkunstkoor. Toen in 1862 Johannes Verhulst in plaats van Hol werd gevraagd om de nieuwe volksconcerten van Toonkunst te komen leiden, vertrok Hol naar Utrecht, waar hij al snel de spil van het muziekleven werd. Als opvolger van Johann Hermann Kufferath leidde hij de "stadsconcerten" (tot zijn dood in 1904) en het Toonkunstkoor. Van 1863 tot 1899 dirigeerde hij het Utrechtsch Studenten Concert. In deze tijd was hij bevriend met Johan Cornelis Marius van Riemsdijk, jonkheer, jurist en toonkunstenaar. Hol werd tevens benoemd tot Domorganist (1869-1888) en was vanaf 1875 directeur van de pas opgerichte Stedelijke Muziekschool. Hij was er ook docent zang, muziektheorie en muziekgeschiedenis. Johan Wagenaar en Catharina van Rennes behoorden tot zijn leerlingen.
Hol kreeg er in 1878 de mannenzangvereniging Caecilia in Den Haag bij. Bij Diligentia in Den Haag leidde hij vanaf 1883 enkele concerten per jaar met moderne muziek. Van 1886 tot 1898 was hij er vaste dirigent als opvolger van Johannes Verhulst. Sindsdien bekleedde Hol een zeer vooraanstaande positie in het Nederlandse muziekleven. De doorbraak in Nederland van een componist als Johannes Brahms was deels aan hem te danken. Van 1891 tot 1893 dirigeerde hij de donderdagse "klassieke concerten" in het Paleis voor Volksvlijt in Amsterdam. Hij stond tussen 1889 en 1900 meer dan zestig keer voor het Concertgebouworkest, maar slechts eenmaal in het Concertgebouw; alle andere concerten vonden plaats in Den Haag.
Hol was tevens pianist en recensent. In die laatste hoedanigheid werkte hij voor vele bladen en hij redigeerde vanaf 1894 het tijdschrift Het Orgel. Toen in 1875 de Nederlandsche Toonkunstenaars-Vereeniging werd opgericht, was Hol de eerste voorzitter. Hol kreeg vele officiële onderscheidingen en werd in 1878 gekozen tot corresponderend lid van de Académie française.

## Componist
Richard Hol werd in zijn tijd als componist gevierd. Zijn vier symfonieën en talrijke andere werken, geheel in de sfeer van de Leipziger school van Mendelssohn en Schumann verraden echter geen spoor van de moderne muziek van Wagner, Liszt en Berlioz die hij als dirigent verdedigde.
Sommige van zijn kinderliederen zijn lang populair gebleven. Een voorbeeld daarvan is Draaiersjongen over Michiel de Ruyter, dat begint met de woorden 'In een blauwgeruiten kiel'. De tekst is geschreven door Antoon Leonard de Rop. Een ander bekend lied van Hol is Mijn Nederland, met de openingswoorden 'Waar de blanke top der duinen', op tekst van P. Louwerse. Deze liedjes werden opgenomen in de populaire liedbundel Kun je nog zingen, zing dan mee, evenals En over de weide daar blonk de zon (tekst G. Antheunis), Vaarwel, vaarwel mijn dierbaar vaderland en De paden op, de lanen in, vooruit met flinken pas (beide op tekst van A.L. de Rop) en Kling-klang! Kling-klang! Over het woud (canon, tekst A. Winkler Prins).

## Postuum

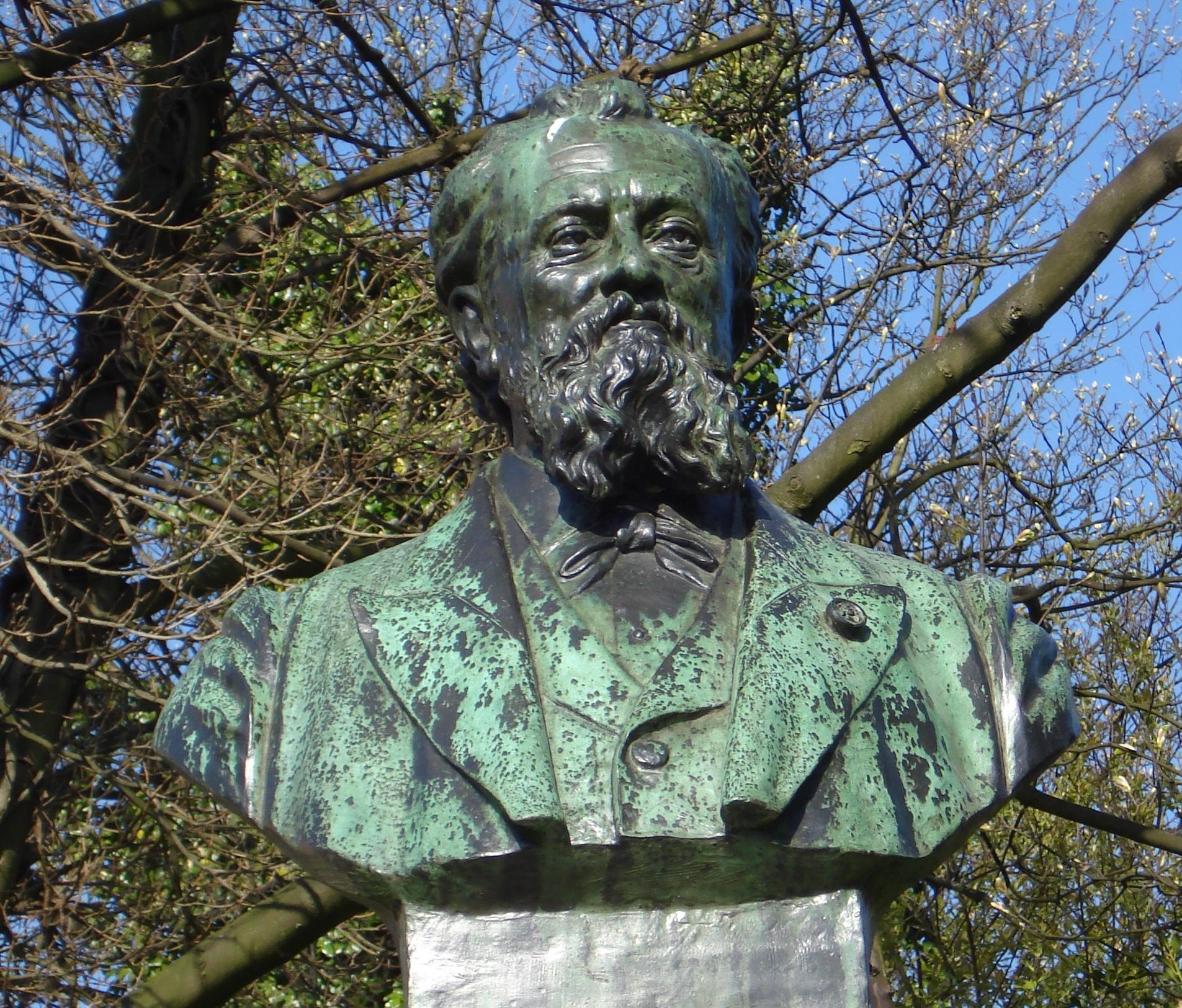
Borstbeeld Richard Hol van Bart van Hove in Den Haag

In Den Haag werd op 2 oktober 1906 aan de Stadhouderslaan een monument onthuld ter nagedachtenis van Richard Hol, naar ontwerp van Bart van Hove. Het bestaat uit een bronzen borstbeeld op een circa drie meter hoge hardstenen sokkel. Op de sokkel is in haut-reliëf een vrouwenfiguur gebeiteld, die de Muze, de Lier bespelend voorstelt. In de Tweede Wereldoorlog moest het standbeeld wijken. Later kreeg het een plek aan de Groot Hertoginnelaan. Diverse steden, waaronder Amsterdam, Den Haag, Eindhoven en Vlaardingen, hebben een straat naar hem vernoemd.
Van de vier symfonieën van Richard Hol verschenen in 2000 en 2001 cd-opnamen van het Residentie Orkest onder leiding van Matthias Bamert op het platenlabel Chandos.

## Werkenlijst (selectie)

### Symfonieën
1. Symfonie nr. 1 in c (1863)
2. Symfonie nr. 2 in d, op. 44 (1866)
3. Symfonie nr. 3 in Bes, op. 101 (1884)
4. Symfonie nr. 4 in A (1889)

### Opera's
- Floris V, libretto Marie Boddaert (1892)
- Uit de branding, libretto Marie Boddaert (1894)

### Oratorium
- David, dramatisch gedicht voor koor, solisten en orkest, libretto Willem Hofdijk, op. 81 (1881)

### Andere vocale muziek

#### Balladen
- Der blinde König, naar Ludwig Uhland, op. 39 (1866 of 1867)
- De vliegende Hollander, op. 70 (± 1880)

#### Liederen en liedercycli
- Des visschers bruid, gedicht van Frisius (pseudoniem van H.G.H. Groenewegen)
- 2 Lieder, Warum en Wanderlied. (1855)
- Drie liederen voor mannenstemmen (solo en koor), op. 22 (teksten van Nicolaas Beets en Frisius)
- Liederen voor twee zangers en piano, op. 53
- Prijsliederen, op. 56 (teksten van Theodoor van Rijswijck)
- Uw naam, op. 67 (naar Frisius)
- De jeugdige zanger, op. 71

#### Kerkmuziek
- Mis nr. 1, op. 28 (1865)
- Psalm 23, op. 35 (1864)

### Orgelmuziek
- Fuga's (1862)
- Andante funèbre in a (1869)
- Preludium en fuga in c (1872)
- Pastorale in G (1872, rev. 1875)
- Élégisch toonstuk in F, op. 131 (± 1890)

### Pianomuziek
- Impromptu in a minor, naar aanleiding van de moord op Marietje Kessels [5]
- Sonatines in C, G en a, op. 118
- Victoria Bron Valse Impromptu in Des [6][7]

## Publicaties

### Van Richard Hol
- Richard Hol, De jeugdige zanger. Theoretische en practische handleiding bij het zangonderwijs (4 dln., 1875-1876)

### Over Richard Hol
- Hugo Nolthenius, 'Richard Hol', in: Mannen en vrouwen van beteekenis in onze dagen (36e bundel, nr. 2), Haarlem: Tjeenk Willink 1906, p. 63-108
- Jan M. Hemmer, Richard Hol. Biografie (doctoraalscriptie muziekwetenschap Utrecht), Utrecht: eigen uitgave 1983
- Emile Wennekes, 'Een entrepreneur, een componist, een buitenechtelijke dochter en een kindermoord', in: Kerk, cultuur en koloniën rond 1900, Amsterdam: balans 2005, p. 133-150
- Henri Viotta, Onze Hedendaagsche Toonkunstenaars: Richard Hol (map; deel 1 uit een reeks van 20; foto met biografisch bijschrift en compositie), Amsterdam: Van Holkema & Warendorf 1893 (ca. 1893-1896) (De 20 delen over Nederlandse componisten zijn ook gebonden verschenen in 2 delen)
- Gert Oost (ed.), Verzamelde werken voor orgel en harmonium/Richard Hol. Editie Gert Oost. Geannoteerde uitgave van de werken voor toetsinstrumenten, met uitgebreid voorwoord, kritisch commentaar en biografie. Veenhuizen: Boeijnga Music Publications 2008, ISBN 978-90-70415-41-9.